# Mittockernäset
Mittockernäset är ett naturreservat i Krokoms kommun i Jämtlands län.
Området är naturskyddat sedan 2014 och är 70 hektar stort. Reservatet ligger väster om sjön Ockern och består av granskog med inslag av lövträd. Guckusko finns här.